# Raymond Kaelbel
Raymond Kaelbel (31. januar 1932 – 17. april 2007) var en fransk fodboldspiller, der spillede som midterforsvarer. Han var på klubplan tilknyttet RC Strasbourg, Monaco, Le Havre og Reims, og spillede desuden 35 kampe for det franske landshold. Han var med på det franske hold ved både VM i 1954 og VM i 1958.